# Ary Ecilaw
Ary Ecilaw, pseudonyme d'Alexandrine (Alejandrina) Hutten-Czapska, ou encore Alexandrine de Kolemine (3 septembre 1854 à Varsovie - 8 mai 1941 à Vevey) est une écrivaine russo-allemande d'origine polonaise.

## Biographie
Alexandrine von Hutten-Czapska est la fille du fonctionnaire polonais Adán, comte de Hutten-Czapski (1819-1884) et de la comtesse Mariana de Rzewuska-Grocholska (1827-1897).
Elle divorce de son premier mari, Alexander von Kolemine, homme d'affaires russe, pour se marier secrètement le 30 avril 1884 avec son amant, le grand-duc Louis IV de Hesse. Le mariage, qui mécontente fortement la famille du grand-duc (et sa belle-mère la reine Victoria), est annulé en justice. Alexandrine Hutten-Czapska est dédommagée avec le titre de comtesse de Romrod. L'affaire fait grand bruit dans la presse européenne ; cinquante ans plus tard, Ludwig Berger écrit une comédie, intitulée Das kleinere Übel sur cette histoire.
Vers 1892, Alexandrine Hutten-Czapska épouse en troisièmes noces le diplomate russe, Vasily Romanovitch von Bacheracht (1851-1916).
Elle meurt à Vevey (Suisse) à l'âge de 95 ans.

## Œuvre littéraire
À partir de 1885, elle publie en France sous le pseudonyme d'Ary Ecilaw plusieurs romans à succès chez l'éditeur Lemerre :
- Roland lui assure dès le début la notoriété en France, en Angleterre et en Allemagne[3].

- Le Roi de Thessalie est l'histoire d'un mariage royal morganatique[4], qui n'est pas sans rappeler l'affaire du mariage annulé de l'autrice, et aurait pu mettre sur la piste les critiques littéraires ;
- Une altesse impériale, « plus qu'un roman, une page d'histoire secrète, un pamphlet ou réquisitoire, qui ne saurait passer inaperçue »[5], pour le journal Gil Blas ;
- Maël, comtesse d'Arcq paru en 1888.

Elle publie une nouvelle, intitulée Véra, dans Le Figaro en 1886, et signe l'article La Reine Victoria au château d'Osbourne, dans Les Annales politiques et littéraires(1886). Certains journalistes soupçonnent Louise-Antoinette Alix de Bray, comtesse de Molènes, d'être la même autrice, cachée derrière le pseudonyme,. Le contexte russe et les hautes sphères dans lesquels se déroulent ses intrigues romanesques laissent, en effet, présager une personnalité aristocratique européenne. Le propos du Roi de Thessalie (un mariage morganatique) aurait pu donner une piste sur l'identité de l'autrice dès 1885, mais il faut attendre la fin du mois de janvier 1889 et le scandale de l'interdiction de la pièce de théâtre L'Officier bleu pour que son identité soit finalement dévoilée par Ferdinand Xau,. La comédie d'Ary Ecilaw, créée par Victor Koning, est annoncée au Théâtre du Gymnase en janvier 1889, avec une mise en scène et des décors grandioses. Le manuscrit de la pièce est visé le 10 janvier 1889 auprès du bureau de la censure sans aucune modification, mais la représentation est interdite le 21 janvier en conseil des ministres. La pièce est considérée « comme pouvant éveiller de légitimes susceptibilités internationales ». La première de L'Officier bleu sera finalement donnée à Bruxelles (au théâtre du Parc) le 21 décembre 1889.
Sa carrière littéraire semble s'arrêter là, exception faite de la publication d'un récit de voyage au Maroc (Une mission à la cour chérifienne : notes de voyages).

### Liste de ses Romans
- Roland (7e édition) / Ary Ecilaw, Paris, Lemerre, 1885, 366 p. (lire en ligne)
- Le roi de Thessalie (2e édition) / Ary Ecilaw, Paris, Lemerre, 1885, 486 p. (lire en ligne)
- Une altesse impériale / Ary Ecilaw, 1886, 336 p. (lire en ligne)

### Autres publications
- « Véra », sur Gallica, Le Figaro. Supplément littéraire du dimanche, 6 février 1886 (consulté le 31 octobre 2023)